# Saybrook (Illinois)
Saybrook est un village du comté de McLean dans l'Illinois, aux États-Unis,. Situé à l'est du comté, il est fondé en 1856 par Isaac M. Polk et incorporé le 15 avril 1873.

## Démographie
Lors du recensement de 2010, le village comptait une population de 693 habitants. Elle est estimée, en 2016, à 677 habitants.

### Source de la traduction
- (en) Cet article est partiellement ou en totalité issu de l’article de Wikipédia en anglais intitulé « Saybrook, Illinois » (voir la liste des auteurs).